# بیرناتوو (استان اوپوله)
بیرناتوو (به لهستانی: Biernatów) یک روستا در لهستان است که در گمینا گووبچتسه واقع شده‌است.